# 1750 w polityce

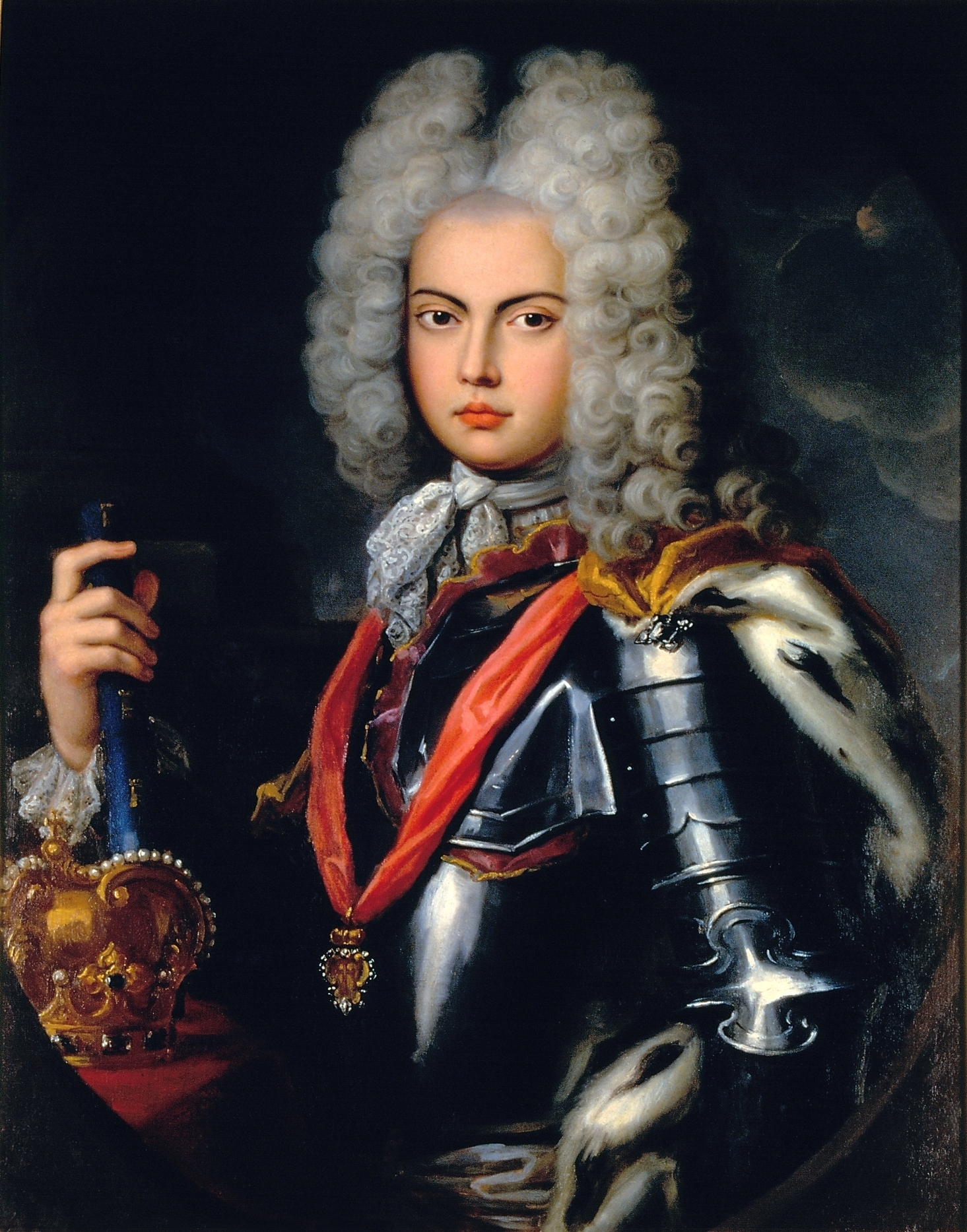
Jan V Wielkoduszny

Wydarzenia polityczne w 1750 roku.

## Wydarzenia
- Józef I Reformator został królem Portugalii[1].
- Hannah Snell, kobieta służąca w piechocie morskiej[2], ujawnia swoją płeć.

## Urodzili się
- 23 grudnia Fryderyk August I, władca Saksonii i księstwa Warszawskiego[3].
- 18 listopada Wolfgang Heribert von Dalberg, polityk niemiecki[4].

## Zmarli
- 31 lipca Jan V Wielkoduszny, król Portugalii.
- Edward Chandler, angielski biskup[5].